# Can We Please Have Fun
Can We Please Have Fun é o nono álbum de estúdio da banda de rock americana Kings of Leon. Foi lançado em 10 de maio de 2024 pela LoveTap Records e Capitol Records, marcando seu primeiro álbum a não ser lançado por sua gravadora original, RCA Records. O álbum foi produzido por Kid Harpoon.

## Faixas
Todas as faixas escritas e compostas por Caleb Followill, Nathan Followill, Jared Followill e Matthew Followill. 
| N.º            | Título                    | Duração |  |
| 1.             | "Ballerina Radio"         | 3:51    |  |
| 2.             | "Rainbow Ball"            | 4:10    |  |
| 3.             | "Nowhere to Run"          | 3:41    |  |
| 4.             | "Mustang"                 | 3:15    |  |
| 5.             | "Actual Daydream"         | 3:19    |  |
| 6.             | "Split Screen"            | 5:03    |  |
| 7.             | "Don't Stop the Bleeding" | 3:38    |  |
| 8.             | "Nothing to Do"           | 2:55    |  |
| 9.             | "M Television"            | 3:27    |  |
| 10.            | "Hesitation Gen"          | 3:17    |  |
| 11.            | "Ease Me On"              | 3:28    |  |
| 12.            | "Seen"                    | 4:52    |  |
| Duração total: | Duração total:            | 44:56   |  |

## Recepção da Crítica
Can We Please Have Fun recebeu avaliações geralmente positivas dos críticos. No Metacritic, um site que atribui uma classificação normalizada de 100 para avaliações de críticos convencionais, o álbum recebeu uma pontuação média de 76, com base em 13 avaliações, indicando avaliações geralmente favoráveis.
| Críticas profissionais                                                      | Críticas profissionais |
| Avaliações da crítica                                                       | Avaliações da crítica  |
| Fonte                                                                       | Avaliação              |
| --------------------------------------------------------------------------- | ---------------------- |
| AnyDecentMusic?                                                             | (7/10)                 |
| Metacritic                                                                  | (76/100)               |
| AllMusic                                                                    | [ 4 ]                  |
| Clash                                                                       | (7/10)                 |
| Classic Rock                                                                | (8/10)                 |
| The Independent                                                             | [ 7 ]                  |
| musicOMH                                                                    | [ 8 ]                  |
| NME                                                                         | [ 9 ]                  |
| The Observer                                                                | [ 10 ]                 |
| Paste                                                                       | (7.8/10)               |
| Rolling Stone                                                               | [ 12 ]                 |
| Spin                                                                        | B-                     |
| Esta tabela precisa de ser acompanhada por texto em prosa. Consulte o guia. |                        |

## Ficha Técnica

### Kings of Leon
- Caleb Followill – vocais, guitarra
- Jared Followill – vocais, baixo (todas as faixas); guitarra (faixas 7, 8)
- Nathan Followill – vocais, bateria
- Matthew Followill – vocais, guitarra (todas as faixas); sintetizador (faixas 9, 12)

### Contribuições adicionais
- Kid Harpoon – produtor
- Liam O'Neil – órgão, piano, sintetizador
- Brian Rajaratnam – engenheiro de gravação
- Akarsh Vaidyanathan, Drew Boals, Emi Trevena, e Jacob Spitzer – engenheiros assistentes de gravação
- Mark "Spike" Stent – engenheiro de mixagem
- Matt Wolach – engenheiro assistente de mixagem
- Randy Merrill – engenheiro de masterização

## Tabelas musicais
| Chart (2024)                                 | Pico position |
| -------------------------------------------- | ------------- |
| Austrália (ARIA)                             | 20            |
| Áustria (Ö3 Austria Top 40)                  | 5             |
| Bélgica (Ultratop Flandres)                  | 12            |
| Bélgica (Ultratop Valônia)                   | 8             |
| Canadá (Billboard)                           | 65            |
| Croatian International Albums (HDU)          | 8             |
| Países Baixos (Dutch Charts)                 | 15            |
| França (SNEP)                                | 85            |
| Alemanha (Offizielle Deutsche Charts)        | 4             |
| Irlanda (Official Irish Albums)              | 2             |
| Italian Albums (FIMI)                        | 75            |
| Nova Zelândia (RMNZ)                         | 3             |
| Portugal (AFP)                               | 139           |
| Escócia (Official Scottish Albums)           | 1             |
| Espanha (PROMUSICAE)                         | 45            |
| Suíça (Schweizer Hitparade)                  | 6             |
| Reino Unido (Official Albums Chart)          | 2             |
| Estados Unidos (Billboard 200)               | 35            |
| US Top Rock & Alternative Albums (Billboard) | 7             |